# East Lothian
East Lothian (en gaèlic escocès: Siorrachd Lodainn an Ear) és un dels 32 consells unitaris (en anglès: council area) en què està dividida administrativament Escòcia. Limita amb els consells unitaris d'Edimburg, Scottish Borders i Midlothian. La capital administrativa és Haddington i la ciutat més poblada és Musselburgh.

## Història
East Lothian, anomenat Haddingtonshire fins al 1921, va ser un dels antics comtats en què estava dividida Escòcia fins al 1975. En aquest any va ser creada la regió de Lothian i dividida en districtes, un dels quals va ser East Lothian que mantenia l'antic territori del comtat més les ciutats de Musselburgh i l'àrea d'Inveresk, que anteriorment pertanyien al comtat de Midlothian. El 1996 va ser abolida la divisió administrativa anterior i East Lothian es va convertir en un dels nous consells unitaris.